# Орловка (село, Волгоградська область)
Орловка (рос. Орловка) — село у Городищенському районі Волгоградської області Російської Федерації.
Населення становить 1850  осіб. Входить до складу муніципального утворення Новожизненське сільське поселення.

## Історія
Село розташоване у межах українського історичного та культурного регіону Жовтий Клин.
Згідно із законом від 14 травня 2005 року № 1058-ОД органом місцевого самоврядування є Новожизненське сільське поселення.

## Населення
| 2010 |
| ---- |
| 1534 |